# Bruxas de Anaga

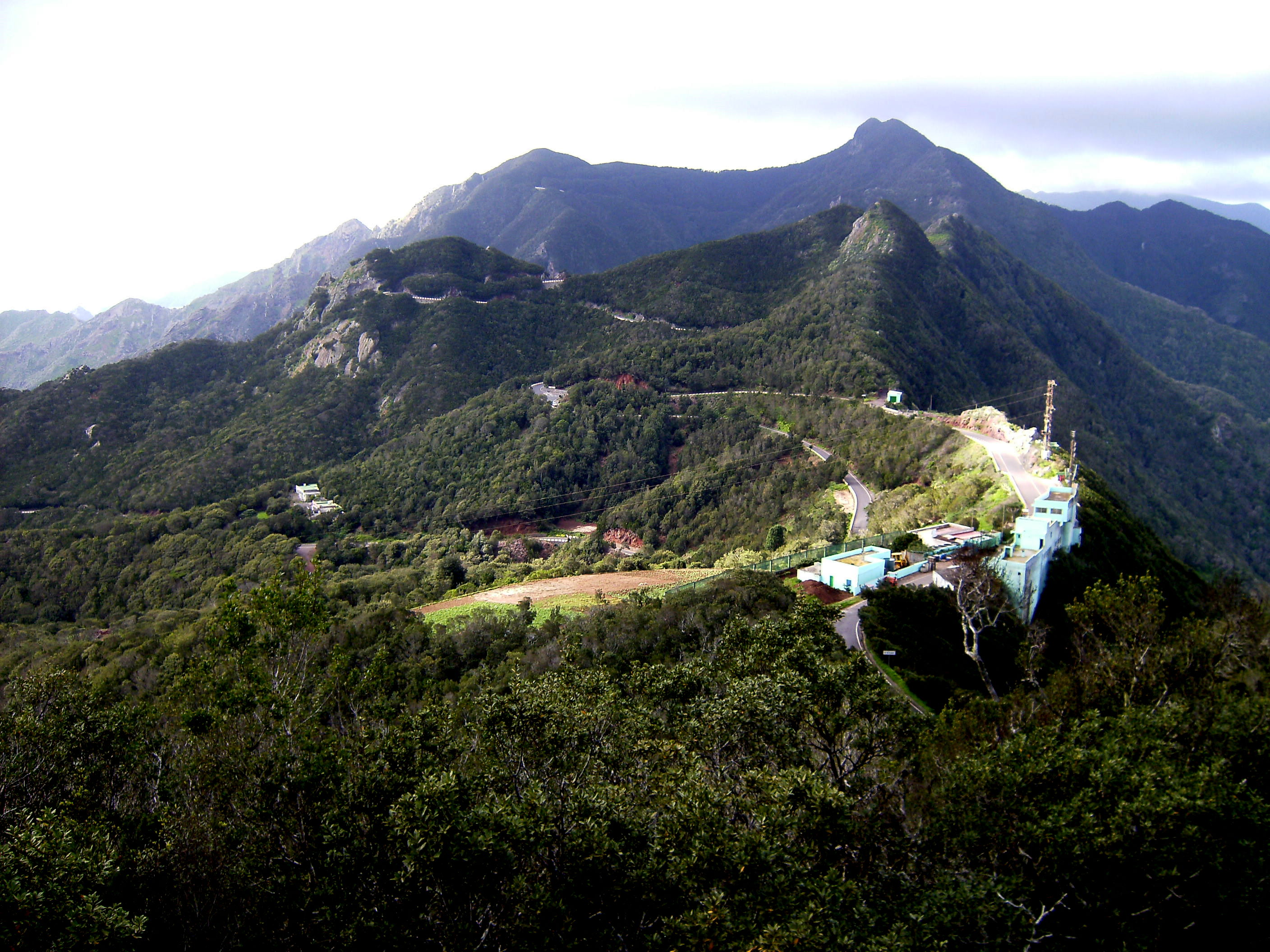
Área de El Bailadero em Anaga, Tenerife. De acordo com a crença popular, neste lugar foram feitos convetículos.

As Bruxas de Anaga eram (de acordo com a crença popular) mulheres que se dedicavam a fazer conventículos na região montanhosa de Anaga, no nordeste da ilha de Tenerife, Ilhas Canárias.
Esses rituais foram realizados em uma área nas montanhas de Anaga, no dorsal entre San Andrés e Taganana. A área é chamada de "El Bailadero", que se refere às danças realizadas por bruxas em torno de uma fogueira. Acreditava-se que depois dos conventículos, as bruxas desciam à costa para nadar nuas. Com o passar do tempo, devido à influência de histórias de vampiros no Leste Europeu, levou ao mito de que as bruxas incorporavam o aspecto de beber sangue, tornando-as bruxas-vampiros que sugavam o sangue de recém-nascidos enquanto dormiam nos seus berços.
Há também uma teoria de que a origem dessa lenda era de rituais pagãos associados a rituais guanches que celebravam a chuva; esses rituais foram considerados como um ato de bruxaria pela Igreja Católica.